# Бартош Капустка
Бартош Капустка (на полски: Bartosz Kapustka; роден на 23 декември 1996 г. в Тарнов) е полски футболист, играе като крило и се състезава за полския Легия Варшава, както и за националния отбор на Полша.

## Клубна кариера

### Ранна кариера
Капустка влиза в младежките структури на отбора от родния си град Тарновия Тарнов. След това влиза в академията отбора от полската Екстракласа Краковия. През 2014 година заиграва за първия отбор на Краковия и за два сезона изиграва общо 60 мача за тима от град Краков, в които отбелязва и шест гола.

### Лестър Сити
На 3 август 2016 година Капустка преминава в действащия шампион на Английската висша лига Лестър Сити. Още същия ден прави своя неофициален дебют за отбора, заменяйки в 63-тата минута Марк Олбрайтън в контролата, играна в град Солна, Швеция срещу шампиона на Примера дивисион Барселона.

## Национален отбор
На 7 септември 2015 година Капустка е повикан за първи път в националния отбор на Полша в квалификацията за Евро 2016. Полша побеждава с 8 – 1, а Капустка заменя Якуб Блашчиковски и отбелязва гол в своя дебют.
На 30 май 2016 година Бартош е включен в състава на Полша за Евро 2016 във Франция. На 12 юни 2016 година започва като титуляр в първата среща от турнира при победата с 1 – 0 над отбора на Северна Ирландия В третия кръг от груповата фаза играе в мача при победата над Украйна с 1 – 0, която класира отбора му за 1/8 финалите на турнира, Капустка обаче е наказан за следващия мач. На 1/4 финалите се появява като резерва в 81-вата минута, а отбора му губи след изпълнение на дузпи от бъдещия шампион Португалия.